# Coast and Castles
De C&C of Coast and Castles Cycleroute (National Cycle Network nr. 1) is een fietsroute die start in het noorden van Engeland. De route werd in juni 2002 officieel geopend door Sustrans. De 320 kilometer lange Coast & Castles Cycleroute verbindt de Forth and Tyne estuaria en loopt door een gebied met een groot gedeelte van de best bewaarde gebouwen en kastelen van Groot-Brittannië.
De route (en de voornamelijk voor dit doel aangelegde fietspaden) is ontworpen voor verschillende type fietsers en kan worden gereden door de gewone fietser maar ook door de sportiever aangelegde fietser. Voor de mountainbike zijn er speciale routes als alternatief in de tocht opgenomen.

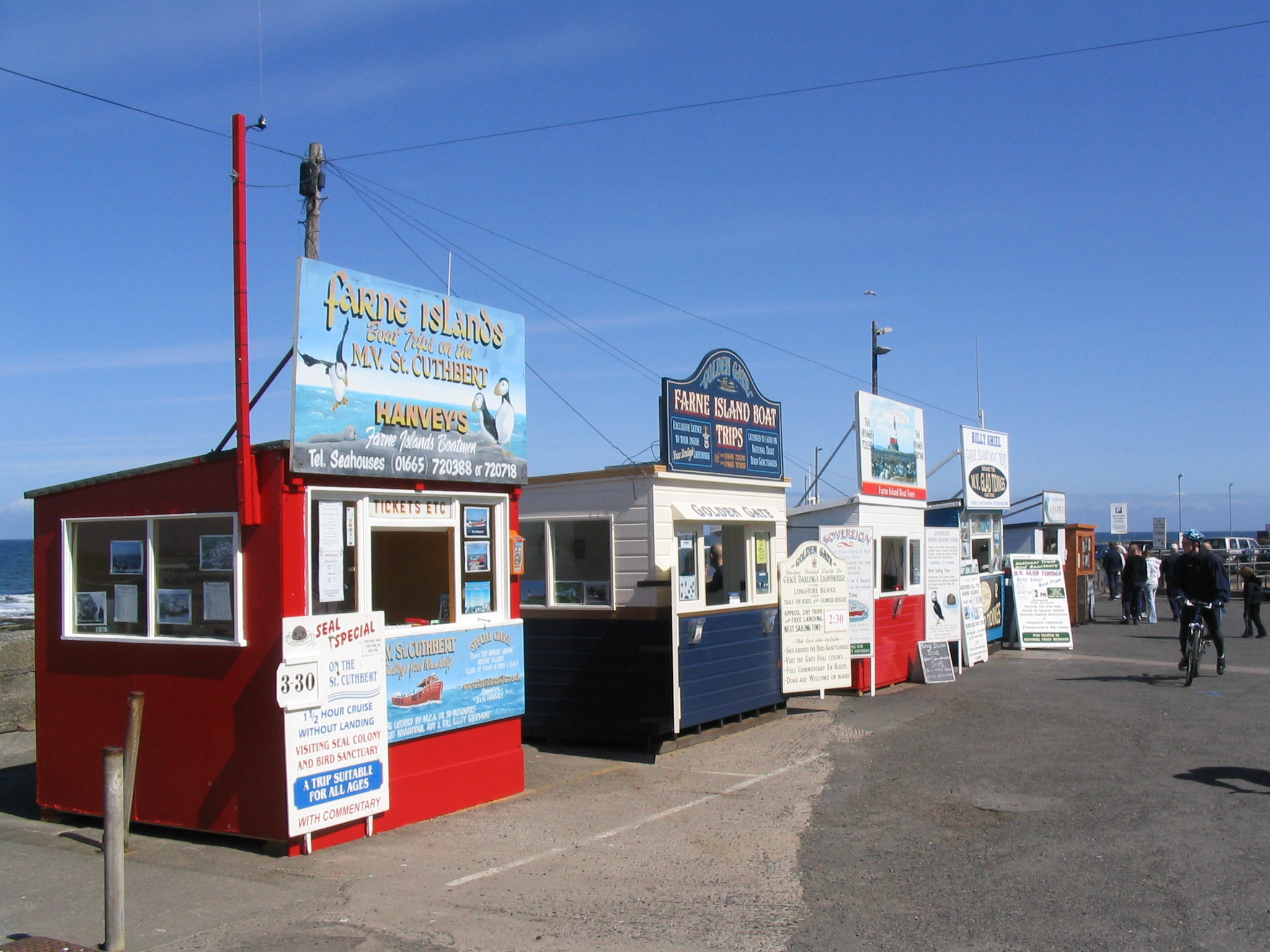
Haven van Craster aan de Noordzee

## De Coast and Castles in het kort
Lengte: 320 km
Laagste punt: zeeniveau
Hoogste punt: 620 meter Moorfoot Hills
De Coast and Castles Cycleroute werd door Sustrans ontwikkeld in samenwerking met verschillende plaatselijke autoriteiten zoals; North Pennines Tourism Partnership, Northumberland National Park en enkele anderen.
De fietsroute start in het Noord-Engelse Newcastle, passeert de Muur van Hadrianus, die is uitgeroepen tot wereld erfgoed en loopt naar Tynemouth. Hierna volgt het de onbeschadigde kustlijn van Northumberland en passeert het historische kustplaatsen als Alnmouth, Craster, Bamburgh en Berwick-upon-Tweed. Waarna het afbuigt en de Tweed volgt in de prachtige Border Vallei om daarna via de Moorfoot Hills de hoofdstad van Schotland Edinburgh te bereiken.
De route kan ook als een rondrit worden gereden. Hiervoor wordt na Berwick-upon-Tweed de Pennine Cycleway gevolgd tot aan Haltwistle, waarna de Hadrian's Cycleway wordt gevolgd tot Tynemouth. Ook kan de route worden verlaten bij Bellingham om terug te keren naar Tynemouth via de Reivers Cycleroute een ander traject van de National-Cycle-Route.

## Opdeling van de route
- Hoofdwegen meestal korte weggetjes door landelijke dorpjes: 6%
- B-wegen langs stille landweggetjes: 78%
- Verkeersvrije fietspaden, Mountainbike-trajecten en gesloten spoorlijnen enz.: 16%

Het beste is de route van het zuiden naar het noorden te rijden en te profiteren van de wind, die voornamelijk uit het zuidwesten komt.